# Вечность и один день (фильм, 1998)
«Вечность и один день» (греч. Μια αιωνιότητα και μια μέρα, англ. Eternity and a Day — в международном прокате) — драматический фильм 1998 года греческого режиссёра Теодороса Ангелопулоса. Победитель Каннского кинофестиваля 1998 года.

## Сюжет
Александр (играет Бруно Ганц) — поэт преклонного возраста. Ему приходится покинуть свой уютный дом в Салониках, так как врачи обнаружили у него неизлечимую болезнь, и теперь ему предстоит лечь в больницу. Напоследок он пытается привести в порядок все неоконченные дела и найти нового владельца для своей собаки. Жить ему осталось один день. В этот последний день Александр навещает свою взрослую дочь (играет Ирис Чациантонио). Он не говорит ей о своём диагнозе, а лишь передаёт дочери письма своей покойной жены Анны (играет Изабель Рено), её матери. От дочери Александр узнаёт, что старый дом в Салониках, наполненный воспоминаниями о его счастливом детстве и молодости, продали без его согласия. В один из моментов Александр спасает от полицейской облавы маленького мальчика-албанца (играет Ахилес Скевис) — бродячего мойщика окон и, из-за череды событий, посвящает маленькому нелегалу весь день — всё то время, что ему отпущено. В течение дня поэт будет часто возвращаться мыслями к своей уже прошедшей жизни: матери, жене, друзьями, творчеству, и пытаться понять, долго ли будет длиться «завтра».

## Награды и номинации[3]
Картина получила Золотую пальмовую ветвь на Каннском кинофестивале 1998 года. Кроме того, в том же году на кинофестивале в Салониках фильм выиграл ещё семь наград в номинациях «Лучший художник по костюмам» (Йоргос Патсас), «Лучшая режиссура» (Теодорос Ангелопулос), «Лучший фильм», «Лучшая музыка» (Елени Караиндру), «Лучший сценарий» (Теодорос Ангелопулос), «Лучшие декорации» (Йоргос Зиакас и Костас Димитриадис) и «Лучшая актриса второго плана» (Елени Герасимиду). Также в 1998—2001 годах фильм номинировался ещё на три награды в разных странах, но не выиграл их.

## Премьерный показ в разных странах[4]
- Франция — 23 мая 1998 (Каннский кинофестиваль); широкий экран — 28 октября 1998
- Канада — 3 сентября 1998 (кинофестиваль в Монреале); 13 сентября 1998 (международный кинофестиваль в Торонто)
- Великобритания — 16 сентября 1998
- Бельгия — 28 октября 1998
- Греция — 13 ноября 1998 (международный кинофестиваль в Салониках); 15 ноября 2000 (там же)
- Аргентина — 18 ноября 1998 (кинофестиваль в Мар-дель-Плата); 13 июля 2000 — широкий экран
- Бразилия — 25 декабря 1998
- Германия — 21 января 1999
- Нидерланды — 4 марта 1999
- Норвегия — 5 марта 1999
- Венгрия — 18 марта 1999
- Швеция — 2 апреля 1999
- Гонконг — 4 апреля 1999 (международный кинофестиваль в Гонконге)
- Япония — 17 апреля 1999
- США — 28 мая 1999
- Дания — 9 июля 1999
- Португалия — 13 августа 1999
- Турция — 17 декабря 1999
- Испания — 24 марта 2000
- Финляндия — 14 апреля 2000; 10 августа 2003 — показ по ТВ
- Южная Корея — 19 ноября 2004